# Aloe doddsiorum
Aloe doddsiorum ist eine Pflanzenart der Gattung der Aloen in der Unterfamilie der Affodillgewächse (Asphodeloideae). Das Artepitheton doddsiorum ehrt Anthony und Maria Dodds, die in Kenia Feldforschung betrieben und zahlreiche Entdeckungen machten.

## Beschreibung

### Vegetative Merkmale
Aloe doddsiorum wächst stammbildend, ist einzeln oder selten spärlich von der Basis aus verzweigt. Die niederliegenden oder in der Regel hängenden Stämme erreichen eine Länge von bis zu 200 Zentimeter und sind 6 Zentimeter dick. Die 16 bis 20 breit deltoiden Laubblätter befinden sich an der Stammspitze und darunter. Ihre bläulichgraue, glatte Blattspreite ist 30 Zentimeter lang und 11 Zentimeter breit. Auf ihr befinden sich nahe der Basis gelegentlich wenige blasse Flecken. Die deltoiden, roten Zähne am Blattrand sind 5 bis 6 Millimeter lang und stehen 5 bis 16 Millimeter voneinander entfernt. Der Blattsaft ist klar. Er trocknet farblos.

### Blütenstände und Blüten
Der aufrechte oder aufsteigende Blütenstand besteht aus bis zu vier Zweigen und erreicht eine Länge von 90 bis 100 Zentimeter. Die aufrechten, konischen Trauben sind bis zu 25 Zentimeter lang. Die eiförmig-lanzettlichen, blassrosafarbenen Brakteen weisen eine Länge von 18 bis 22 Millimeter auf und sind 5 bis 6 Millimeter breit. Die leuchtend orangerosafarbenen Blüten sind an der Mündung cremefarben und stehen an 12 bis 15 Millimeter langen, rötlichen Blütenstielen. Die Blüten sind 30 bis 35 Millimeter lang. Auf Höhe des Fruchtknotens weisen die Blüten einen Durchmesser von 4,5 Millimeter auf. Ihre äußeren Perigonblätter sind auf einer Länge von 12 Millimetern nicht miteinander verwachsen. Die Staubblätter und der Griffel ragen 3 bis 5 Millimeter aus der Blüte heraus.

## Systematik und Verbreitung
Aloe doddsiorum ist in Kenia im Samburu District in Höhen von 2675 Metern verbreitet. Die Art ist nur vom Typusfundort bekannt.
Die Erstbeschreibung durch Thomas A. McCoy und John Jacob Lavranos wurde 2007 veröffentlicht.

## Nachweise